# 月岡動物園
月岡動物園（つきおかどうぶつえん）は、かつて新潟県北蒲原郡豊浦町大字月岡（現在の新発田市月岡温泉）に所在した動物園。

## 概要
キリン、ライオン、ゾウなどの大型の草食動物が豊富で、350種類2500匹の動物が飼育されていた。動物園自体は、石油開発事業の際に持ち込まれた動物を保護するための施設として1935年に開園。ちなみに石油開発の際に、温泉が湧き出たことは有名である。開園後、県内外から多数の観光客で賑わった。隣接地にはのちに遊園地「月岡ランド」も開園し、月岡温泉の基幹的な観光施設として親しまれた。月岡動物園は民営ながら新潟県内で唯一の動物園であったが、経営難等で1991年、遊園地と共に閉園した。
動物園と遊園地の跡地は、近隣で温泉ホテル「白玉の湯 泉慶」を運営する「株式会社ホテル泉慶」が取得し、同ホテルの新館として「白玉の湯 華鳳」が建設され、1997年10月にオープンした。
月岡動物園の閉園以降、新潟県には大型動物を飼育する本格的な動物園は存在しない。県内には小規模な動物飼育施設が数箇所所在するが、このうち1951年、長岡市の悠久山公園内に開設された「長岡市悠久山小動物園」は、長岡市立科学博物館が「生き物の生態展示」の一環で設けたもので、小動物や鳥類の展示が行われている他、2008年からはトキの分散飼育事業の一環として、近縁種のクロトキの飼育を手掛けている。
座標: 北緯37度52分49.5秒 東経139度18分51.7秒 / 北緯37.880417度 東経139.314361度